# دن کیشوت (فیلم ۱۹۷۳)
«دن کیشوت» (انگلیسی: Don Quixote (1973 film)) یک فیلم به کارگردانی رودلف خامتویچ نوریف است که در سال ۱۹۷۳ منتشر شد.